# Aechmea brachystachys
Espèce
Classification phylogénétique
Synonymes
- Streptocalyx brachystachys Harms

Aechmea brachystachys est une espèce de plantes de la famille des Bromeliaceae, endémique du Brésil.

## Synonymes
- Streptocalyx brachystachys Harms[2].